# Hans Werner Schmidt (Kunsthistoriker, 1904)
Hans Werner Schmidt (* 17. März 1904 in Bitterfeld; † 8. Juni 1991 in München) war ein deutscher Kunsthistoriker.

## Leben und Werk
Schmidt studierte Kunstgeschichte in Halle (Saale) und München. 1928 wurde er in Halle bei Paul Frankl mit einer Dissertation zur Landschaftsmalerei von Salvator Rosa promoviert. Vom 1. Oktober 1928 bis 31. Juli 1930 arbeitete er als Assistent an der Bibliotheca Hertziana in Rom. Am 1. September 1930 ging er als Wissenschaftlicher Mitarbeiter an das Museum der bildenden Künste Leipzig, 1933–1934 an das Kupferstichkabinett Berlin. 1934 bis 1936 arbeitete er an der Bibliotheca Hertziana, Rom und am Kunsthistorischen Institut Florenz. Am 1. Februar 1936 wurde er Leiter der Graphischen Sammlung des Herzog Anton Ulrich-Museums Braunschweig. Dessen Sammlungen bewahrte er 1941 durch seine weisungswidrige eigenmächtige Auslagerungsentscheidungen vor dem Untergang im Bombenkrieg. 1942 wurde er als Sonderführer Dolmetscher zwischen deutscher und italienischer Generalität. Ab Herbst 1943 leitete er beim Deutschen Militärischen Kunstschutz in Italien Maßnahmen zur Sicherung von Kunstwerken in Kampfgebieten und zur fotografischen Schadensdokumentation. 
Am 13. Mai 1945 übergab er in Sand in Taufers die im Schloss Neumelans bewahrten Kunstbestände an den amerikanischen Kunstschutz unter dem Kunsthistoriker Frederick Hartt. Nach seiner Pensionierung 1969 widmete er sich in München wissenschaftlichen Forschungen zu italienischen Stuckdekorationen des 16. Jahrhunderts und zu barocken Prunkkarossen. Sein wissenschaftlicher Nachlass liegt in der Bibliotheca Hertziana in Rom.
Hans Werner Schmidt war mit Edith, geb. Wenzlau, verheiratet. Der Historiker und Hochschullehrer Tilmann Schmidt war sein Sohn.

## Bibliographie
Hans Werner Schmidt: Die Landschaftsmalerei Salvator Rosas. Halle (Saale), 1930